# Calanthe coiloglossa
Calanthe coiloglossa är en orkidéart som beskrevs av Rudolf Schlechter. Calanthe coiloglossa ingår i släktet Calanthe och familjen orkidéer.
Artens utbredningsområde är Papua Nya Guinea. Inga underarter finns listade i Catalogue of Life.